# Freefall (personaggio)
Freefall, il cui vero nome è Roxanne Lynette Amethyst "Roxy" Spaulding, è un personaggio della serie a fumetti WildStorm Gen¹³, scritta da Jim Lee e Brandon Choi e disegnata da J. Scott Capbell.

## Personalità
Roxy è una ragazza dagli atteggiamenti mascolini e ribelli, nonostante la giovane età (la sappiamo essere la più giovane di Gen¹³) tende a mostrarsi come una donna matura, atteggiandossi a ragazza tosta e fredda, pur nascondendo dentro di sé molta dolcezza e sensibilità.
È una ragazza forte, decisa, caparbia e spesso sboccata ma anche comprensiva, gentile, simpatica e romantica; tende a non amare le effusioni ma solo se in pubblico, mentre in privato non ha problemi a farsi abbracciare e coccolare. Per certi versi ancora molto infantile, la sua non meglio specificata infanzia travagliata l'ha portata a nascondere il suo lato tenero ed aprirsi solo con i compagni, che considera come una sorta di famiglia.
Sebbene sia anche lei una ragazza molto attraente, si sente spesso sminuita dalle compagne di squadra, Farchild in particolare, essendo invidiosa dei loro corpi ben più maturi, sebbene lei sia in effetti ancora in fase di sviluppo.
È una smodata fumatrice capace di finire anche sei pacchetti al giorno, sebbene abbia dichiarato più volte di voler limitare il suo consumo di sigarette. Ogni volta che prova a smettere finisce sempre per fallire.
Il suo carattere, il suo looke i suoi modi di fare l'hanno resa il personaggio più popolare di Gen¹³ dopo Fairchild.
Ha avuto subito una cotta per Grunge, con cui condivide un profondo rapporto di amicizia che il ragazzo (ignaro dei sentimenti di Roxy) vede solo per ciò che appare; tuttavia anche lui ha più volte dimostrato, in maniera molto velata, di ricambiare l'attrazione.
Dagli orecchini a forma di croce ed i crocefissi d'oro che la si vede sempre indossare si può dedurre che sia una goth.
È in segreto una grande fan dell'anime Sailor Moon e della musica J-pop, nonché un'appassionata lettrice di manga, soprattutto shōjo ma lo tiene nascosto per paura di essere vista come otaku e presa in giro.
Tra le sue più grandi qualità ci sono l'altruismo, la pazienza e la creatività, mentre il suo peggior difetto è la smoderatezza.

## Biografia del personaggio

### Infanzia e adolescenza
Roxy nacque da Alex Fairchild e Gloria Spaulding quando questi era alla base dell'aviazione di San Antonio, Texas. Gloria era figlia del comandante della base, che non volendo che i due si frequentassero li divise spedendo lui in missione altrove; Alex non fece più ritorno, lasciando Gloria a crescere Roxy da sola. Più tardi la donna si sposò con un altro uomo; tuttavia Roxy seppe da sempre che quello non era il suo vero padre.
Poco si sa del resto della vita di Roxy prima che entrasse nel progetto Genesis, tuttavia sappiamo per bocca della ragazza che sua madre viaggiava molto e che una volta, durante uno di questi viaggi, quando era ancora bambina si smarrì in un casinò di Las Vegas, cosa che le procurò un forte trauma.

### Gen¹³
Poco più che adolescente si arruolò nel progetto Genesis, dove conobbe Caitlin Fairchild, che diventerà la sua migliore amica e Grunge con il quale è colpo di fulmine. Scoperti i reali, sinistri scopi del progetto decide di scappare assieme ai compagni; durante la fuga manifesta per la prima volta i suoi poteri di alterazione della gravità.
Aiutati nella fuga da John Lynch, i ragazzi si stabiliscono a La Jolla, California e decidono di diventare un supergruppo col nome di Gen¹³, guidati dallo stesso Lynch che giura di insegnare loro come fare la differenza nel mondo; Roxy adotterà il nome in codice di Freefall (letteralmente caduta libera).
Gelosa delle curve di Fairchild, s'irrita facilmente quando Grunge la osserva o manifesta particolari attenzioni per lei, sebbene ciò non intacchi minimamente l'amicizia tra le due.
Una sera, uscita di nascosto per andare ad un Dance Club, incontrerà la creatura aliena chiamata Queelocke, braccata da un cacciatore di taglie extraterrestre. Una volta che Gen¹³ sconfiggerà il nemico, Lynch permetterà a Roxy di tenere la creatura come una sorta di animale domestico.
Poco più avanti Roxy conoscerà il vero padre, Alex Fairchild, comprendendo che dunque lei e Caitlin sono sorellastre. Padre e figlia, fino ad allora ignari della reciproca esistenza, avranno inizialmente un rapporto difficile; proprio quando stanno però per ricongiungersi l'uomo viene ucciso cercando di proteggere il gruppo: questo segnerà le due figlie, che da allora condivideranno un rapporto fraterno e non solo d'amicizia. In questo periodo Roxy e Grunge diverranno ufficialmente una coppia ma, a causa della loro giovane età, decideranno di prendersi un po' di tempo, considerandosi non ancora pronti per una storia seria.
Alla fine del secondo volume di Gen¹³ Roxy, così come tutto il gruppo sarà data per morta in un'esplosione: in realtà la squadra era solo dispersa in un altro universo e torna poco dopo.

### Worldstorm
Dopo l'arrivo di Capitan Atom nell'universo Wildstorm l'intera linea temporale del modo di Gen¹³ viene riscritta e le vite dei personaggi modificate.
Roxy mantiene tuttavia tutte le caratteristiche della versione precedente, con l'unica differenza che si arruola nel progetto Tabula Rasa e non Genesis. Diversi riferimenti fanno inoltre ipotizzare che Tabula Rasa abbia in realtà clonato i cinque ragazzi da un supergruppo di un altro universo (la precedente versione di Gen¹³). Fuggita assieme ai compagni, si stabilisce il California e crea la Gen¹³: da qui la storia prosegue in modo analogo fino alla World's End.
Dopo l'armageddon di World's End Roxy è emotivamente distrutta e, assieme ai compagni, aiuterà i superstiti della città di La Jolla. È soprattutto a causa della malinconia della ragazza che Grunge proporrà a tutti i compagni di esporre una loro idea di un mondo post-atomico, cosa che in effetti l'aiuta a rilassarsi: sebbene ammetta di non avere idee particolari, vorrebbe solo vivere un'adolescenza il più possibile normale e diventare una brava studentessa e magari una cheerleader.

## Poteri e abilità
(Roxy)
Il fattore Gen di Roxy le permette di manipolare la gravità propria e altrui. Il suo potere ha vari effetti: la ragazza può infatti nullificare la gravità di oggetti e persone e far così in modo che levitino nell'aria, tale potere può ovviamente applicarlo anche su sé stessa. Roxy inoltre può, concentrandosi su un punto preciso generare una sorta di campo di forza per proteggersi e, aumentare la gravità in aree limitate può schiacciare il nemico sul terreno o impedirgli di muoversi. Ovviamente più ciò su cui applica il suo potere è pesante più deve concentrarsi, sebbene non le costi mai uno sforzo eccessivo a meno che non lo applichi per periodi di tempo superiori ad ore.
È stato inoltre accennato più volte che qualora volesse potrebbe, sforzandosi a sufficienza schiacciare la gravità fino al punto da increspare lo spazio-tempo.
A causa della parentela paterna che lega le due, Fairchild e Freefall condividono un legame psichico che consente loro di comunicare con la mente e percepire quando una delle due si trova in pericolo.
Roxy è inoltre una discreta combattente e possiede un invidiabile sangue freddo.

## Altre Versioni

Freefall e Grunge nel film animato

- Nel mondo alternativo mostrato nella miniserie Bleed, su Stormwatch Roxy è mostrata come una dei 20 superumani divisi in quattro gruppi d'assalto da Stormwatch. Assieme alla leader del suo gruppo Fairchild e il veterano di Stormwatch Jack Hawksmoor verrà uccisa durante l'invasione dei Cherubini.
- Nella serie WildeC.A.T.s/Spawn del leggendario Alan Moore, in cui Spawn prende il posto ed i poteri di Satana e sottomette il mondo Wildstorm ribattezzatosi Ipissimus, Tutte le supereroine sono ora sue concubine e tra esse c'è anche Freefall.

## Altri Media
- Nella versione animata di Gen¹³ la sua voce è data dall'attrice Elizabeth Daily, in questa versione non è sorella di Fairchild, cui è stata invece attribuita una parentela con Treshold.

## Curiosità
- Roxy è una fan del Folk rock, specie di gruppi come le Indigo Girls o il Rock alternativo del gruppo britannico Bush.
- J. Scott Campbell ha dichiarato che precedentemente Roxy era un suo personaggio poco conosciuto e noto come Roxanne Warchild, tuttavia quando disegnò Gen¹³ diede a Freefall le stesse fattezze e la stessa personalità di Warchild, che in breve sostituì.
- Le fattezze di Roxy sono ispirate a quelle di Natalie Portman nel film Léon. Inoltre Freefal ha anche le stesse misure della Portman (76-62-73).
- Il suo look è goth (.) anni novanta.
- Il suo personaggio ha molti punti in comune con Rogue e Jubilee degli X-men.